# 塞纳河畔克鲁瓦西
塞纳河畔克鲁瓦西（法語：Croissy-sur-Seine，法語發音：[kʁwasi syʁ sɛn]）是法国中北部法兰西岛大区伊夫林省的市镇，位于巴黎西部郊区，属富人区。

## 地理
塞纳河畔克鲁瓦西（48°52'40"N, 2°8'32"E）面积3.44 平方千米，位于法国法蘭西島大區伊夫林省，该省份为法国北部内陆省份，北起瓦兹河谷省，西接厄尔省，西南接厄尔-卢瓦省，东南接埃松省，东临上塞纳省。
与塞纳河畔克鲁瓦西接壤的市镇（或旧市镇、城区）包括：吕埃-马尔迈松、布日瓦勒、沙图、卢沃谢讷、勒佩克、马尔利港、勒韦西内。

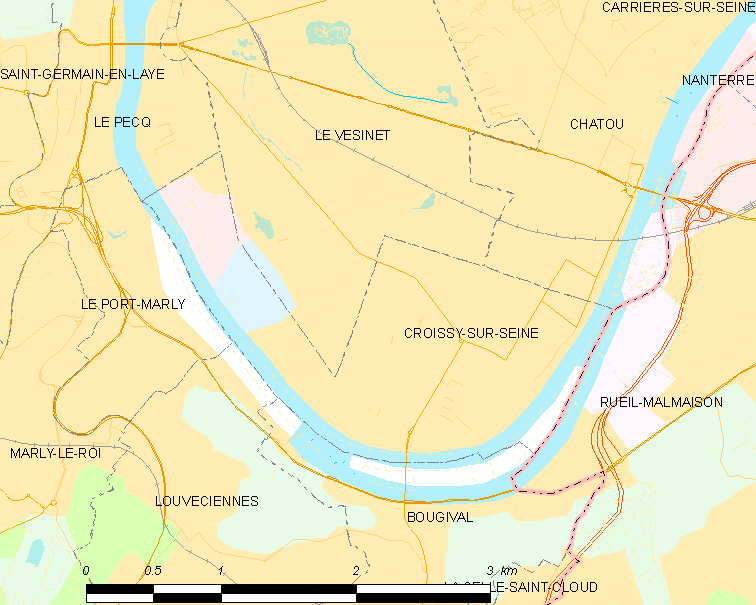
塞纳河畔克鲁瓦西的OSM定位图

塞纳河畔克鲁瓦西的时区为UTC+01:00、UTC+02:00（夏令时）。

## 行政
塞纳河畔克鲁瓦西的邮政编码为78290，INSEE市镇编码为78190。

## 政治
塞纳河畔克鲁瓦西所属的省级选区为沙图县。

## 人口

1962-2008年间塞纳河畔克鲁瓦西人口变化图示

塞纳河畔克鲁瓦西于2022年1月1日时的人口数量为10580人。